# Body Language (album của Thu Minh)
Body Language (tựa tiếng Việt: Ngôn ngữ cơ thể) là album phòng thu thứ chín của ca sĩ Thu Minh, sản xuất bởi Nguyễn Hải Phong. Album đã giành được đề cử "Album của năm" tại lễ trao giải Giải thưởng Âm nhạc Cống hiến lần thứ 7 vào năm 2012.

## Danh sách ca khúc
| STT | Nhan đề                              | Sáng tác            | Thời lượng |
| --- | ------------------------------------ | ------------------- | ---------- |
| 1.  | "Bay"                                | Nguyễn Hải Phong    | 4:24       |
| 2.  | "Đường cong"                         | Nguyễn Hải Phong    | 3:37       |
| 3.  | "Love Goes 'Round"                   | Nathan Lee, Jasmine | 3:21       |
| 4.  | "Taxi"                               | Nguyễn Hải Phong    | 4:06       |
| 5.  | "Xinh"                               | Nathan Lee          | 3:39       |
| 6.  | "No Smoking" (cùng Nguyễn Hải Phong) | Nguyễn Hải Phong    | 3:38       |
| 7.  | "Đời tư"                             | Nguyễn Hải Phong    | 3:25       |
| 8.  | "Today"                              | Nguyễn Hải Phong    | 3:33       |
| 9.  | "Bay (Remix)" (Phiên bản thứ nhất)   | Nguyễn Hải Phong    | 4:29       |
| 10. | "Bay (Remix)" (Phiên bản thứ hai)    | Nguyễn Hải Phong    | 5:35       |
| 11. | "Đường cong (Remix)"                 | Nguyễn Hải Phong    | 2:54       |

## Bối cảnh thực hiện
Năm 2006, Thu Minh đã cho ra mắt album Thiên đàng, là album đầu tiên cô theo đuổi dòng nhạc dance. Mọi người đã khuyên Thu Minh rằng cô cần đẩy nhanh việc ra album mới cùng thể loại vì cho rằng hình ảnh cũng như giọng hát của cô phù hợp và "làm cho chất dance mạnh mẽ và cuồng nhiệt hơn." Chính nhạc sĩ Võ Thiện Thanh, người cùng cô thực hiện Thiên đàng, cũng đã chia sẻ: "Một producer sản xuất cho ca sĩ nào đó thì phải chọn cho ca sĩ đó một dòng nhạc thích hợp. Tố chất của Thu Minh khiến tôi chọn nhạc dance để thực hiện cho album của cô, hoàn toàn không phải chọn theo xu hướng hay phong trào". Tuy nhiên, cô không có hứng thú cũng như không tìm thấy đối tác nào phù hợp cho dự án.
Giải thích về tựa đề của album, Thu Minh chia sẻ: "Ngôn ngữ hình thể là định nghĩa rất đơn giản và đúng với bản chất của nhạc dance. Lúc đó, các cử động của thân thể là ngôn ngữ biểu lộ cảm xúc sôi nổi và cuồng nhiệt của những người yêu dòng nhạc này."

## Sáng tác
Body Language không chỉ khai thác đề tài tình yêu mà còn đề cập đến những vấn đề xã hội.
Nhạc sĩ Nguyễn Hải Phong chia sẻ: "Giọng chị Thu Minh đẹp nhưng phong cách pop hơi cũ, còn nhạc của tôi lại giàu tiết tấu. Thành ra, cả hai phải nương nhau, chị Minh tiết chế giọng hát nhưng lại bạo dạn hơn so với Pop, còn tôi thì pha trộn một chút chất liệu cổ điển vào nhạc điện tử".

## Phát hành và quảng bá
Dù đã khởi động dự án từ khá lâu nhưng do bận tham gia chương trình Bước nhảy hoàn vũ năm 2011, Thu Minh phải trì hoãn việc ra mắt album của mình.
"Đường cong" đã được trình diễn đầu tiên tại chương trình Bốn mùa yêu thương ở Nhà hát thành phố Hồ Chí Minh tháng 2 năm 2010. Nhà báo Hữu Trịnh của Thể thao & Văn hóa cho rằng sau màn trình diễn, ca khúc đã trở thành một "'quả bom sex' bùng nổ dữ dội trên thị trường."
Thu Minh đã tổ chức một buổi biểu diễn giao lưu tại cà phê sách Phương Nam ngày 16 tháng 9 năm 2011 tại thành phố Hồ Chí Minh nhằm phục vụ việc quảng bá album.
Năm 2012, DJ Robin Skouteris đã phát hành một bản megamix bao gồm "Bay", "Xinh", "Đường cong" và "Taxi" đến từ album và chia sẻ rằng anh cảm thấy "thật thú vị khi làm việc cho những nghệ sĩ trên toàn thế giới." Ca khúc đã nhận được nhiều chú ý từ khán giả Việt Nam và nước ngoài.
Thu Minh trình diễn tại lễ Cống hiến.

## Video âm nhạc

### "Bay"
Vì thành công của "Bay" trên các bảng xếp hạng, Thu Minh đã quyết định thực hiện video âm nhạc cho ca khúc. Video âm nhạc được đạo diễn bởi Tuấn Chelsea, anh nhận xét sự nghiêm túc và khó tính của cô trên trường quay: "Tôi chưa làm việc với ai mà thẳng thắn như Thu Minh. Không hài lòng điều gì là chị ấy nói ngay, còn nếu cái nào đúng ý thì chị ấy im lặng và cười."
Trong một phân cảnh của video được quay tại một bãi đất trống gần cầu Phú Mỹ, Thành phố Hồ Chí Minh, Thu Minh được nhấc bổng lên cao ở độ cao 8m cách mặt đất với sự trở giúp của cascadeur Quốc Thịnh. Tuy nhiên trên trường quay, vì dùng quá nhiều hiệu ứng khói lửa nên cô bị ngất xỉu, cũng như phần cáp nâng cô lên bất ngờ bị đứt, nhưng may mắn Thu Minh không bị thương. Chính vì những trục trặc này mà cảnh quay phải quay đi quay lại từ 5 giờ chiều hôm trước đến 5 giờ sáng hôm sau.

### "Taxi"
Video âm nhạc của "Taxi" được đạo diễn bởi Nguyễn Hải Phong và đã được thực hiện để tham gia Giải thưởng Video Âm nhạc Việt năm 2011 của kênh MTV Việt Nam. Dù đã được lên kế hoạch phát hành vào 8 tháng 10 năm 2011, nhưng ngày 5 tháng 10, "Taxi" cùng bốn video khác trong sáu video chuẩn bị được công chiếu đã bị rò rỉ trên mạng với chất lượng kém. Tuy nhiên, video của Thu Minh chỉ trong ba ngày đã thu hút 40 ngàn lượt xem cùng rất nhiều phản hồi tích cực từ khán giả.
Ý tưởng của video đã được Nguyễn Hải Phong và Thu Minh nghĩ đến trong quá trình thực hiện album Body Language. Trong ý tưởng ban đầu của video, Thu Minh muốn trở thành "một hình tượng phụ nữ mạnh mẽ, thích thời trang" và nội dung chỉ là một câu chuyện diễn ra trên đường phố. Nguyễn Hải Phong sau đó đã sửa đổi nội dung và thay đổi nhân vật của Thu Minh trở thành "một người vừa sành về thời trang, vừa ngớ ngẩn, vừa gây cười cho khán giả," và Thu Minh đã rất thích ý tưởng này.
Video sau đó đã giúp Nguyễn Hải Phong nhận được hạng mục Đạo diễn xuất sắc nhất tại lễ trao giải 15 tháng 1 năm 2012.

## Tiếp nhận

### Phản hồi từ nhà báo
Phóng viên ký danh TM từ mục Tin tức V6 của VTV6 gọi album "đánh dấu bước chuyển của Thu Minh đến với dòng nhạc điện tử."
Trong phần dự đoán của mình cho Giải thưởng Âm nhạc Cống hiến lần thứ 7, phát thanh viên Tuna của Xone FM đã dự đoán đề cử "Album của năm" sẽ thuộc về Thu Minh, nhận xét rằng "ảnh hưởng của album này đến nền âm nhạc đại chúng là không thể chối cãi", nhưng cho rằng về từng mặt riêng lẻ như tư suy sáng tạo, ý tưởng và chất nhạc không bằng những album còn lại trong danh sách đề cử, cũng như chỉ ra "Bay", "Taxi" và "Đường cong" là những ca khúc yêu thích của phát thanh viên này trong album.

Thu Minh cho rằng Body Language cô và Nguyễn Hải Phong đã nhận được nhiều lời khen cho album, cho rằng album là "tiêu biểu của dòng nhạc dance Việt và đã tạo ra hiệu ứng dance trong xã hội."
"...tôi thấy âm nhạc của Thu Minh thể hiện được việc bắt kịp những xu hướng âm nhạc trên thế giới vì năm qua, nhạc dance hay nhạc electronic rất phát triển. Bên cạnh đó, album của Thu Minh còn thể hiện được sự dung hòa giữa khán giả và cả những nhà chuyên môn ở khía cạnh: khán giả yêu thích còn giới chuyên môn đánh giá cao. Đây là cái mà Giang cảm thấy khó thực hiện nhất nhưng ê-kíp này đã làm được."
"Với những hoạt động thành công trong năm qua của Thu Minh, tôi thấy chị ấy cũng rất xứng đáng nếu được bình chọn. Người ta vẫn nghĩ dòng nhạc dance luôn cần người trẻ nên đào thải một cách nhanh chóng nhưng với Thu Minh, chị ấy luôn giữ được phong độ kể từ khi theo đuổi dòng nhạc này. Tôi cảm thấy càng nghe, càng xem, càng cảm thấy thích Thu Minh còn hơn cả trước đây."
— Ca sĩ Lưu Hương Giang
"Chuyển từ nhạc pop sang nhạc dance là xu hướng khá phổ biến trên thế giới hiện nay và Thu Minh đang "bắt kịp thời đại". Trong năm qua, những ca khúc hay album của Thu Minh đã được rất nhiều công chúng yêu thích. Thu Minh chỉ có một "nhược điểm" là hình ảnh của cô ấy đôi khi sexy quá. Nhưng với tài năng và sự lao động miệt mài bao nhiêu năm để luôn làm mới hình ảnh của Thu Minh là điều cần ghi nhận."
— Ca sĩ Minh Quân
"Với Đường cong của Thu Minh được thể hiện ở dòng nhạc dance nhưng rất "văn minh", không chỉ đáp ứng được nhu cầu của riêng một bộ phận công chúng của dòng nhạc này mà đã mở rộng biên độ khán giả. Nhưng đáng chú ý nhất là thông qua album đã phát hiện và đóng góp cho làng nhạc những ca khúc hay như: Đường cong, Taxi, Bay...".
— Nhạc sĩ Nguyễn Quang Long (Phó trưởng BBT Nhà xuất bản Âm nhạc)
 "Nội dung của các ca khúc trong Body Language không xoáy sâu vào đề tài tình yêu, mà đa dạng với các chủ đề xã hội. Mỗi ca khúc là một khía cạnh khác nhau của cuộc sống, một thông điệp mà Thu Minh cùng ê-kíp sản xuất muốn gửi đến người nghe. Trên nền nhạc Dance mạnh mẽ và lôi cuốn, giọng hát của Thu Minh sẽ trực diện "nhìn" vào các chủ đề được thể hiện qua giai điệu, ca từ, qua cảm xúc của cơ thể". 
— Báo Thanh niên Online
"Ngôn ngữ cơ thể của Thu Minh trong thời điểm hiện tại là album hay, có chất riêng nhưng chưa thật sự là sản phẩm hoàn thiện bởi đôi khi người nghe vẫn cảm thấy thiếu tính liên kết giữa các tác phẩm ít nhất về mặt hình thức âm nhạc. Dù vậy, nếu xem đây là album đầu tiên cho thể loại dance pop thì Body Language của Thu Minh khá thành công". 
— Báo Giáo dục Việt Nam
"Bằng cách sử dụng kĩ thuật âm thanh điện tử, Nguyễn Hải Phong đã tạo nên những ca khúc đậm tiết tấu, nhanh, mạnh, gây cảm hứng để hoàn thành các ca khúc dance của mình, không những thế, anh còn rất sáng tạo trong việc thể hiện cá tính trong ca từ của mình: rất thực tế, trẻ trung mà không cầu kỳ, hoa mỹ, sáo rỗng". 
— Báo Vietnamnet
"Với Body Language ra mắt sau thành công ở sân chơi Bước nhảy Hoàn vũ, Thu Minh khẳng định cô hoàn toàn lột xác và thành công với dance pop. Nhạc sĩ Nguyễn Hải Phong đã có con mắt tinh tường khi mang Thu Minh "trở về thế giới thực" qua dòng nhạc dance dưới nhiều biến thể khác nhau. Album không quá mạnh ở tiết tấu, giai điệu khiến người nghe phài nghẹt thở bởi sự lôi cuốn của dance, nhưng cũng không thiếu chất xúc tác để người nghe nhún nhảy theo. Album cho thấy nỗ lực hòa mình của các ca sĩ trong nước đặc biệt là Thu Minh vào dòng chảy chung của thế giới. Với dance pop chúng ta không thể không nhắc tới Lady Gaga rất thành công, và trong nước Thu Minh lại là một trong những ví dụ cho sự sáng tạo, thử sức đầy táo bạo của cô. Chính nhạc sĩ Nguyễn Hải Phong cũng là người "chăm sóc" phần hòa âm phối khí cho các ca khúc". 
— Báo Ngoisao.net

### Giải thưởng
Body Language đã được chọn trong mục Dự án Âm nhạc của chương trình Bài hát Việt tháng 10 năm 2011. Đồng thời, tại buổi lễ trực tiếp ngày 8 tháng 10, Thu Minh và Nguyễn Hải Phong đã trình diễn bốn ca khúc từ album bao gồm "Đường cong", "Today", "No Smoking" và "Taxi."
Body Language sau đó đã nhận được đề cử cho Album của năm tại Giải thưởng Âm nhạc Cống hiến lần thứ 7 vào năm 2012, cá nhân Thu Minh nhận được đề cử cho Ca sĩ của năm và Nguyễn Hải Phong nhận được đề cử cho Nhạc sĩ của năm. Dù Thu Minh thường xuyên rút tên mình khỏi những giải thưởng trong khoảng thời gian này, nhưng Cống hiến là giải thưởng duy nhất cho đến tận bây giờ cô vẫn còn "chú ý và quan tâm, tin tưởng khi tên của mình được vào bảng đề cử."
Phần ảnh bìa của album, được thiết kế kế bởi Dzũng Yoko, đã được trang designs.vn bầu chọn là một trong 10 bìa album nhạc Việt ấn tượng nhất vào năm 2013 cùng nhận xét: "Một bìa album tinh tế trong việc xử lý hình ảnh và kiểu chữ, đem lại một hình ảnh rất mới, độc đáo, ấn tượng hơn cho Thu Minh vào thời điểm năm 2011."

## Thành phần tham gia sản xuất
Đội ngũ thực hiện được lấy dựa theo phần ghi chú bìa album.
| - Sản xuất: TM Solution, NHP Entertainment - Sản xuất điều hành: Anh Khoa - Sản xuất âm nhạc: Nguyễn Hải Phong - Biên khúc/Hòa âm/Master: Nguyễn Hải Phong (trừ "Xinh" và "Bay Remix (Version 1)" được biên khúc bởi DJ Hoàng Anh) - Hát bè: Thu Minh, Nguyễn Hải Phong, Jolie Phan, NHP FI | - Phối khí: DJ Hoàng Anh và DJ Quang - Chỉ đạo nghệ thuật và thiết kế: Dzũng yoko - Nhiếp ảnh: Phạm Hoài Nam - Trang điểm và làm tóc: Hùng Max - Thiết kế trang phục: Dzũng yoko - Phân phối: Hãng phim Phương Nam |  |